# Cyproheptadyna
Cyproheptadyna – organiczny związek chemiczny z grupy związków policyklicznych o budowie częściowo aromatycznej. Stosowany jako lek przeciwhistaminowy I generacji. Charakteryzuje się dodatkowo silnym działaniem serotoninolitycznym.

## Budowa
Tworzy białe kryształy w układzie jednoskośnym. Cząsteczka ma jedną płaszczyznę symetrii, a jej struktura przestrzenna przypomina kształtem motyla. Układ trójpierścieniowy jest zgięty, z kątem dwuściennym pomiędzy pierścieniami benzenowymi wynoszącym 127,4°.

## Zastosowania medyczne

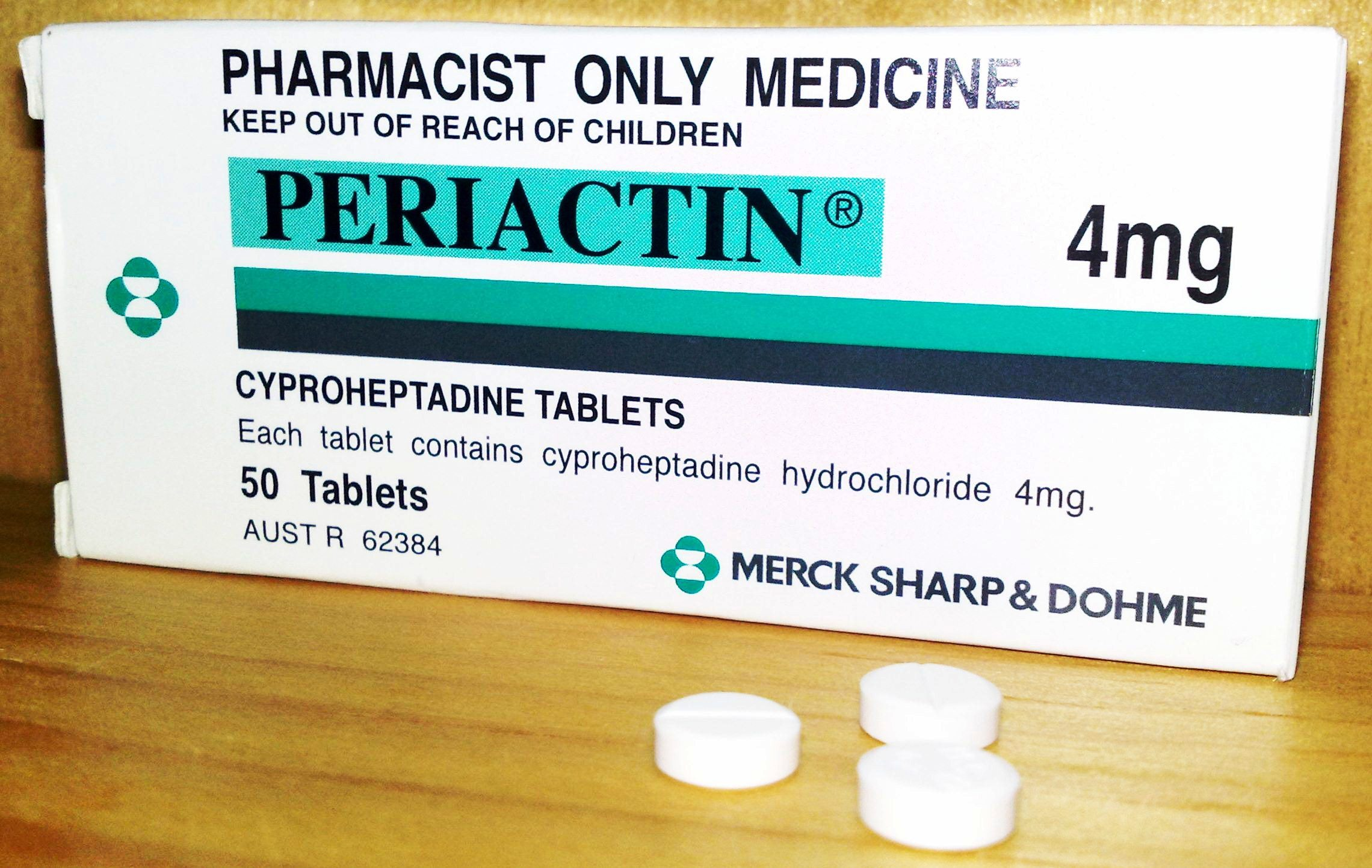
Lek Periactin zawierający cyproheptadynę jako substancję czynną

Blokuje receptory serotoninowe i muskarynowe. Stosowana jest w chorobach alergicznych z towarzyszącym silnym świądem skóry, w leczeniu zespołu serotoninowego oraz dysfunkcji seksualnych związanych ze stosowaniem selektywnych inhibitorów wychwytu zwrotnego serotoniny (tzw. PSSD).
Jej działanie nasilające łaknienie jest wykorzystywane w leczeniu anoreksji – lek ten podaje się w dawce 12–24 mg/dobę.
Działania niepożądane, podobne jak w przypadku wszystkich leków tej grupy, to nasilone łaknienie, senność, działanie atropinowe. Może ponadto powodować uszkodzenie szpiku i wątroby.
Nazwy handlowe: Peritol, Protadine.